# Budy (Suchy Grunt)
Budy – część wsi Suchy Grunt w Polsce, położona w województwie małopolskim, w powiecie dąbrowskim, w gminie Szczucin.
W latach 1975–1998 Budy położone były w województwie tarnowskim.